# Oskar Lockowandt

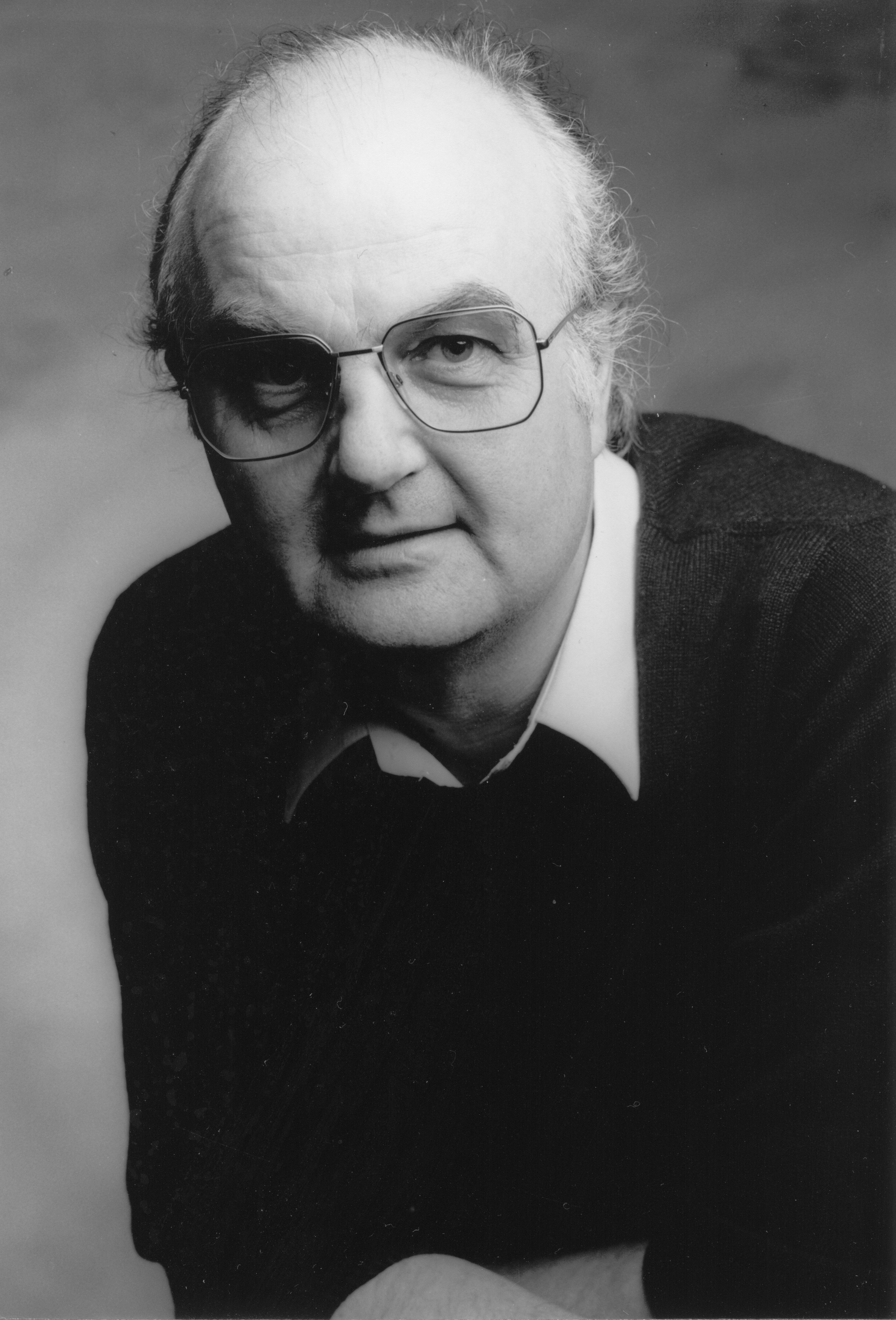
Oskar Lockowandt

Oskar Lockowandt (* 28. April 1935 in Ülsbyholz, Schleswig-Holstein; † 1. Oktober 2000 in Bielefeld) war ein deutscher Psychologe und Graphologe.

## Leben
Oskar Lockowandt studierte an den Universitäten Kiel und Freiburg Psychologie, Philosophie und Altphilologie.
1964 wurde er wissenschaftlicher Angestellter an der ehemaligen Pädagogischen Hochschule Bielefeld. Mit einer Dissertation zur faktorenanalytischen Validierung der Handschrift mit besonderer Berücksichtigung objektiver Methoden wurde er 1966 bei Robert Heiß promoviert. 1978 wurde er im Lehrgebiet Psychologie habilitiert und gehörte nach der Integration der Pädagogischen Hochschule Westfalen-Lippe in die Universität Bielefeld der Fakultät für Psychologie und Sportwissenschaft bis zu seiner Verabschiedung 1997 an.

## Schriften
Vorbemerkung: Erläuterungen und Zusätze zu den bibliographischen Daten sind in [ ] gesetzt. [R] bedeutet Rezension, [V] Vorwort, [Ü] Übersetzung und [Z] Zeitungsartikel (Broschüren)
1961
- Reliabilitätskontrolle und Validitätsuntersuchung zum Problem der Schreibgeschwindigkeit. Zulassungsarbeit Universität Freiburg in Breisgau [ungedruckt].

1963
- Spuk und Hypnose. Beihefte zur Zeitschrift für Parapsychologie und Grenzgebiete der Psychologie, Neue Wissenschaft, 11, 25–35.

1964
- [R] F. Seifert (1962), Seele und Bewußtsein. Betrachtungen zum Problem der psychischen Realität. Basel: Reinhardt-Verlag. Beihefte zur Zeitschrift für Parapsychologie und Grenzgebiete der Psychologie, Neue Wissenschaft, 12, 47–48.

1966
- Faktorenanalytische Validierung der Handschrift mit besonderer Berücksichtigung projektiver Methoden. Diss. phil. Universität Freiburg im Breisgau [Doktorvater: PRobert Heiß]. Zugleich erschienen in Zeitschrift für experimentelle und angewandte Psychologie, 1968, 3, 487–530.

1968
- Quantitative Überprüfungsmethoden in der Graphologie. Zeitschrift für Menschenkunde, 32, 232–253.
- Über das Konzept einer konstruktiven Validierung der Handschrift. Teil I und Teil II. Zeitschrift für Menschenkunde, 32, 426–437; ibidem, 1969, 33, 57–83.

1970
- Die Entwicklung des Kinderspiels. Die Entwicklung der Kinderzeichnung und des bildnerischen Gestaltens. Stichworte in W. Horney, J. P. Ruppert & W. Schultze (Hrsg.): Pädagogisches Lexikon. Gütersloh: Bertelsmann, Bd. 2. Kolumnen 45–48 (Spiel) und 55–57 (Zeichnung).
- Die Kinderhandschrift – ihre diagnostischen Möglichkeiten und Grenzen. Zeitschrift für Menschenkunde, 34, 301–326 [Robert Heiß gewidmet].
- Le pròbleme de la garantie dans la psychologie de l‘ écriture [Übers. Catherine de Bose]. La graphologie, 119, 21–41.

1971
- [Z] Schuld sind wir alle. Steigende Kinderkriminalität. Kirche und Mann, Nr. 7.
- [Z] Was kränkt, macht krank. Psychogene Kinderkrankheiten. Kirche und Mann, Nr. 8.
- [Z] Flucht nach innen. Zum Drogen- und Rauschmittelproblem. Kirche und Mann, Nr. 11.
- [Z] Kein Platz für Behinderte. Einseitige Leistungsorientierung fördert Verachtung der Kranken und Schwachen. Kirche und Mann, Nr. 12.

1972
- Het verificatieproblem in de schriftpsychologie [Übers. Arnold Etman]. Acta Graphologica, 3, 8–16 und 28–32 sowie 4, 10–12.
- Empirische Untersuchungen zur Validität der Kinderhandschrift. Zeitschrift für Menschenkunde, 36, 293–311.
- [Ü] [V] Die Dynamik der Anpassung. Eine Einführung in die Psychohygiene. Beltz-Studienbuch. [Ed. u. Übers. H. A. Carroll]. Mit einem Vorwort über den gegenwärtigen Stand der Psychohygiene versehen.
- [Z] Zwei Straßen weiter lebt sich’s leichter. Ältere Menschen wollen mit ihren Kindern Kontakt auf Abstand. Kirche und Mann, Nr. 3.
- [Z] Psyche im Spiegel der Schrift. Ernsthafte Graphologie ist kein okkultes Gewerbe. Kirche und Mann, Nr. 4.
- [Z] Der Fremde und wir. Angst vor der Art des anderen. Kirche und Mann, Nr. 10 und Botschaft und Dienst, Nr. 8/9, 14–18.

1973
- Der gegenwärtige Stand der Überprüfung der Schriftpsychologie als diagnostisches Verfahren. In W. H. Müller & A. Enskat (1973, 2. Auflage), Graphologische Diagnostik (S. 239–256). Bern:Huber. 1987, 3. Auflage [Unveränderter Nachdruck der 2. Auflage.]. 1993, 4., korrigierte und ergänzte Auflage, (S. 239–262) und Literaturverzeichnis S. 277–279.
- [Z] Spuk und böse Geister. Parapsychologie: Gegen Okkultismus und Quacksalberei. Kirche und Mann, Nr. 1.
- [Z] Kater Mikeschs Bücherkiste. Preisgekrönte Kinderliteratur. Kirche und Mann, Nr. 5.
- [Z] Zwischen Hobby und Schwarzarbeit. Botschaft und Dienst, 24, Nr. 5, 8–12. [Nachdruck].
- [Z] Muße in Maßen. Probleme wachsender Freizeit. Kirche und Mann, Nr. 6.
- [Z] Getötet von Einsamkeit. Selbstmord und Selbstmordversuch. Kirche und Mann, Nr. 7.
- [Z] Freiheit von der Angst. Botschaft und Dienst, 24, Nr. 8/9, 30–34. [Nachdruck].
- Diagnostik der visuellen Wahrnehmungsentwicklung. Eine Untersuchung zur Validität des Frostig-Tests. In G. Reinert (Hrsg.): Bericht über den 27. Kongreß der Deutschen Gesellschaft für Psychologie in Kiel (S. 617–622). Göttingen: Hogrefe.
- Der Prozeß der Urteilsbildung in der Schriftpsychologie. Zeitschrift für Menschenkunde, 36, 135–154.
- [V] H. Rudolf (1973), Schreiberziehung und Schriftpsychologie. Bielefeld: Pfeffer.
- [R] M. Paul-Mengelberg (1972), Die Handschrift von ehemaligen Kriegsgefangenen und politisch Verfolgten. Bonn: Bouvier. Zeitschrift für Menschenkunde, 37, S. 165.

1974
- Mediziner aus Holz. Heilkunde ohne Geist und Seele. Erste Anzeichen einer Revolution: Ärzte ändern ihr Berufsbild. Kirche und Mann, Nr. 2.
- [Z] Der Rattenfänger mit der Gabel. Uri Geller & Co. im Licht der Parapsychologie. Kirche und Mann, Nr. 4.
- Keine Angst vor Vatermördern. Hilfe für den unsicheren Mann. Antiautoritäre Erziehung: der Spuk ist vorbei. Kirche und Mann, Nr. 5.
- Die gesellschaftspolitische Bedeutung des psychologischen Gutachtens. Zeitschrift für Menschenkunde, 37, 309–322.
- [Z] Stehe auf und wandle! Wunderheilungen heute: Unmöglich weil unbegriffen? Kirche und Mann, Nr. 7.
- [Z] Macht Mengenlehre dumm? Kinder als Versuchskaninchen. Kirche und Mann, Nr. 8.
- Frostigs Entwicklungstest der visuellen Wahrnehmung. Deutsche Edition dieses Tests als Manual, Forschungsbericht, Entwicklung von deutschen Normen. Beltz, [71 Seiten]. Zweite Auflage in überarbeiteter und erweiterter Form erschienen 1976 unter demselben Titel, [77 Seiten]. Dritte Auflage in überarbeiteter und erweiterter Form erschienen 1979 unter demselben Titel, [112 Seiten]. Vierte Auflage in überarbeiteter und erweiterter Form erschienen 1982 unter demselben Titel, [124 Seiten]. Fünfte Auflage in überarbeiteter und erweiterter Form erschienen 1987 unter demselben Titel, [126 Seiten]. Sechste Auflage in überarbeiteter und erweiterter Form erschienen 1990 unter demselben Titel, [126 Seiten]. Siebte Auflage in überarbeiteter und erweiterter Form erschienen 1993 unter demselben Titel, [128 Seiten, Normrevision von W. Dacheneder]. Achte Auflage in überarbeiteter und erweiterter Form erschienen 1996 unter demselben Titel, [130 Seiten].
- Abschied von Robert Heiß. [Nachruf] Zeitschrift für Menschenkunde, 37, 281–290.
- Präkognition und Drogensucht. In E. Bauer (Hrsg.): Psi und Psyche. Neue Forschungen zur Parapsychologie, Festschrift für Hans Bender (S. 121–131). Stuttgart: Deutsche Verlags-Anstalt.
- [R] R. Dietrich (1973), Psychodiagnostik. München: Reinhardt-Verlag. Zeitschrift für Menschenkunde, 38, 439–440.
- [R] H. Fischer (1971), Lehren und Lernen im Gymnasium. Bern: Huber-Verlag. Zeitschrift für Menschenkunde, 38, 435–436.

1975
- [Z] Angst und Krankheit. Botschaft und Dienst, Nr. 3, 7–10. [Nachdruck].
- Beitrag zur Stabilität der Kinderhandschrift. Zusammen mit C.-H. Keller. Psychologische Beiträge, 17, 272–283.
- Gestalt-Therapie bei Kindern. In G. Biermann (Hrsg.): Handbuch der Kinderpsychotherapie Bd. 3 (S. 256–265). München: Reinhardt-Verlag.

1976
- Stabiliteit van Kinderschrift [Übers. Arnold Etman]. Acta Graphologica, 2, 9–16.
- Present Status of the Investigation of Handwriting Psychology as a Diagnostic Method [Übers. Thea Stein-Lewinson]. In Journal Supplement Abstract Service der American Psychological Association, Volume 6. Zweitveröffentlichung [leicht veränderter Titel] in B. Beyerstein & D. Beyerstein (Hrsg.) (1992), The Write Stuff. Evaluation of Graphology – the Study of Handwriting Analysis (S. 55–85). Buffalo, New York: Prometheus Books.
- Bielefelder Graphologische Bibliographie (BGB). Band I. Deutschsprachige Literatur. Bielefeld: Selbstverlag (Universität Bielefeld). Arbeitsberichte dazu in Zeitschrift für Menschenkunde, 40, 437–438; ebenda 1979, 3, 164–166 und Mannheimer Hefte für Schriftvergleichung, 1980, 3, 141–143.
- Einige Bemerkungen zu Curt Donigs Aufsatz: „Zur Bewährungskontrolle der Graphologie in einem Fernsehexperiment“ Angewandte Graphologie und Charakterkunde, 24, Nr. 3/4 und Nr. 5/6, 39–42.
- [V] G. Sohns (1976), Das amerikanische Programm der Humanistischen Psychologie. Bielefeld: Pfeffer.

1977
- Alois Legrün. Perspektiven seines Denkens im Fach der Kinderschriftpsychologie. Aus meiner Projektgruppe Psychomotorik unter Leitung von A. Honegger-Kaufmann von C. Bracht, P. Gregorzewski und A. Gretzig. 240 Seiten, 19 Seiten Annotiertes Literaturverzeichnis sämtlicher Arbeiten des Autors. Bielefeld.
- IRA/D-Beiträge. Herausgeber der IRA/D-Beiträge im Auftrag der International  Reading Association, Newark, Delaware. Bisher erschienen: IRA/D-Beiträge, 1977, Heft 0, 1978, Heft 1 und Heft 2, 1979, Heft 1 und Heft 2, 1980, Heft 1 und Heft 2, 1981, Heft 1 und Heft 2.
- Was ist die IRA/D? IRA/D-Beiträge, 1, 2–4.
- [R] E. Dodds (1970), Die Griechen und das Irrationale. Darmstadt: Wissenschaftliche Buchgesellschaft. Zeitschrift für Parapsychologie und Grenzgebiete der Psychologie, 19, 158–159.
- [R] R. Dietrich (1975. 2. Auflage), Einführung in die methodischen Grundlagen der Pädagogischen Psychologie. München: Reinhardt-Verlag. Zeitschrift für Menschenkunde, 41, S. 56.
- [Frau Alice Enskat zum Geburtstag]. Zeitschrift für Menschenkunde, 41, S. 48.

1978
- Statistische und praktische Analyse einer Kurzform zu Frostigs Entwicklungstest der visuellen Wahrnehmung. Zusammen mit R. Brinkkötter. Diagnostica, 24, 275–281.
- Die visuelle Wahrnehmungsentwicklung bei gehörlosen Kindern. Zusammen mit K. Brechmann. Zeitschrift für Hörgeschädigtenpädagogik, 32, 167–182.
- Bericht über das Symposium Schriftpsychologie auf dem 31. Kongreß der Deutschen Gesellschaft für Psychologie in Mannheim, 1978. In L. Eckensberger (Hrsg.): Bericht über den 31. Kongreß der Deutschen Gesellschaft für Psychologie in Mannheim, Band 2, 331–350.
- Zum Tod von Frau Alice Enskat. Zeitschrift für Menschenkunde, 42, 469–470.

1979
- Die Prognose von Schulleistungsstörungen. In V. Ebel (Hrsg.) (S. 71–80), Legasthenie. Bericht über den Fachkongreß 1978. Bonn: Reha-Verlag.
- Linguistische Bewußtheit bis zur Bewußtlosigkeit. Ein Kurzbericht über das Leseseminar in Victoria, Britisch Columbien, Canada. IRA/D-Beiträge, Heft 2, 27–28.
- Die Praxis des Leseunterrichts und des Lesens aus der Nähe betrachtet; Bemerkungen zu zwei empirischen Untersuchungen von Kurt Meiers. IRA/D-Beiträge, 1, 54–57.
- Entwicklungstest der visuellen Gestaltbindung. (EVG). Testheft und Arbeitsbericht. Weinheim: Beltz-Verlag [Neuentwicklung des Tests und Teilstandardisierung zusammen mit Hans-Werner Holtmann, Grafik: Peter Petry].

1980
- [V] E. Ostermeier (1980), Lohn und Strafe aus psychoanalytischer Sicht. Bielefeld: Pfeffer.
- Fragebogen zur Selbstaktualisierung. (FSA). Deutsche Teilbearbeitung der Personal Orientation Inventory, POI von E. Shostrom, nach der zweiten Auflage. Versuchsausgabe. Bielefeld 1980 und 1983.
- Schreiben und Schulerfolg. Zeitschrift für Menschenkunde, 44, 423–429.
- Zum Methodenproblem der ‚humanistischen Psychologie‘. In D. Kruse (Hrsg.) (1980), Festschrift für Walter Hildebrandt. Bielefeld: Pfeffer. Zweitveröffentlichung, [leicht umgearbeitet] in H. Petzold (Hrsg.) (1982), Methodenintegration in der Psychotherapie (S. 303–322). Paderborn: Junfermann-Verlag.
- Der Fall Andreas oder was Lehrer im Falle der Legasthenie erreichen können. IRA/D-Beiträge, 1, 76–78.

1981
- Gipfel-Erfahrungen. Die Wiederentdeckung des Dionysischen durch die humanistische Psychologie. In G.-K. Kaltenbrunner (Hrsg.) (1981), Grund zum Feiern. Abschaffung und Wiederkehr der Feste (S. 51–77) Herder-Initiative, Band 45. Freiburg: Herder-Verlag.
- Die Praxis des kreativen Erstschreibunterrichts. In E. Neuhaus-Siemon (Hrsg.) (1981), Schreiblernen im Anfangsunterricht der Grundschule (S. 89–133). Königstein: Scriptor-Verlag.
- Laudatio auf Walter Hildebrandt zur Emeritierung. Deutsche Studien, 9, 7–15.

1982
- Erstschreibunterricht und persönliche Handschrift. Zeitschrift für Menschenkunde, 46, 225–244.
- Ex California lux oder Eine neue Utopie. In G.-K. Kaltenbrunner (Hrsg.) (1982), Was sagen die Propheten? (S. 165–183). Herder-Initiative, Band 50. Freiburg: Herder-Verlag.
- Carl Cords. Graphologisches Gutachten. In G. Gabbert Avitabile & Handke (Hrsg.) (1982), Das chinesische Steckenpferd. Die Sammlung Carl Cords. Museum für Kunsthandwerk (S. 15–17). Frankfurt am Main.
- [R] H.-Ch. Steinhausen (Hrsg.) (1982), Das konzentrationsgestörte und hyperaktive Kind. Stuttgart: Kohlhammer. IRA/D-Beiträge, 2, 85–87.
- [R] Therapeutische Ökumene. [Über das Buch von S. Garfield (1982), Psychotherapie, ein eklektischer Ansatz. Weinheim: Beltz-Verlag] Psychologie heute, 9, 84–87.
- [R] D. Jackson: Alphabet. Die Geschichte vom Schreiben. Frankfurt: Fischer-Verlag, 1981. Zeitschrift für Menschenkunde, 46, 394–395.

1984
- Mach ein Fest aus deinem Leben. Wie man vom Glück beschenkt wird. Herderbücherei Wegzeichen, Nr. 1140. Freiburg im Breisgau: Herder.
- Erkenntnisquellen und Methoden der Humanistischen Psychologie. In H. Petzold (Hrsg.): Wege zum Menschen. Methoden und Persönlichkeiten moderner Psychotherapie. Ein Handbuch, Band I (S. 45–110). Paderborn: Junfermann-Verlag.
- Operation gelungen – Patient lebt! Zur Interpretation des Überprüfungsversuchs astrologischer Deutebestimmungen von Peter Niehenke. Meridian, 1984, Heft 5, 8–11.
- Bernhard Bosch 80 Jahre alt. IRA/D-Beiträge, 3, 1–2.
- [R] G. Biermann (1978), Kinder und Jugendliche. Entwicklung – Entwicklungsstörungen – Psychohygienische Konsequenzen. Stuttgart: Hippokrates-Verlag. Zeitschrift für Menschenkunde, 48, 372–373.
- [R] J. Illies (1980, 2. Auflage), Schöpfung oder Evolution. Ein Naturwissenschaftler zur Menschwerdung. Zürich: Interform. Zeitschrift für Menschenkunde, 48, 374–375.
- [R] E. Kramer (1975), Kunst als Therapie mit Kindern. München: Reinhardt-Verlag. Zeitschrift für Menschenkunde, 48, S. 321.
- [R] W. Neubauer (1976), Selbstkonzept und Identität im Kindes- und Jugendalter. Reinhardt-Verlag. Zeitschrift für Menschenkunde, 48, 320–321.
- [R] W. Sehringer (1983), Zeichnen und Spielen als Instrument der psychologischen Diagnostik. Heidelberg: Schindele-Verlag. Zeitschrift für Menschenkunde, 48, 321–322.
- [R] K. Fuerst (1982), Die psychologische Intervention. Stuttgart: Enke-Verlag. Integrative Therapie, 10, 187–188.

1985
- Wider gegen die Vereinfachte Ausgangsschrift. Angewandte Graphologie und Charakterkunde, 35, 15–22.
- Ein akuter Angstanfall in der Handschrift. Zeitschrift für Menschenkunde, 49, 97–103.

1986
- [V] H. Rudolf (1986), Graphomotorische Testbatterie (GMT). Weinheim: Beltz.
- Über die Entwicklung der akademischen Graphologie in der Bundesrepublik Deutschland nach 1945. Zeitschrift für Menschenkunde, 50, 228–235.
- On the Development of Academic Graphology in the Federal Republic of Germany after 1945 [Übers. Brenda James]. The Graphologist, 4, 1–8.
- Schöpferisches Schreiben – Buchstaben „finden“. Grundschule, 18, 48–49. Zweitveröffentlicht in Angewandte Graphologie und Charakterkunde, 34, 11–18 [erweiterte Fassung].
- [R] R. Brunner, R. Kausen & M. Titze (Hrsg.) (1985), Wörterbuch für Individualpsychologie. München: Reinhardt-Verlag. Zeitschrift für Menschenkunde, 50, 409–410.
- [R] R. May (1983), Freiheit und Schicksal. Anatomie eines Widerspruchs. Stuttgart: Deutsche Verlagsanstalt. Zeitschrift für Menschenkunde, 50, 295–296.

1987
- Laudation auf Walter Hildebrandt zum 75. Geburtstag. Bielefeld [ungedruckt].
- Eine Spur von Sinn. In Von heiteren Tagen (S. 83–91). Freiburg im Breisgau: Herder-Verlag
- [V] P. Niehenke, Kritische Astrologie. Freiburg: Aurum.
- Erstes britisches Symposium für graphologische Forschung in Oxford. Zeitschrift für Menschenkunde, 51, 219 – 221.
- Schriftpsychologie im Aufwind. Zeitschrift für Menschenkunde, 51, 104–105.

1988
- Bielefelder Graphologische Bibliographie (BGB). Band I. Deutschsprachige Literatur. Bielefeld: Selbstverlag (Universität Bielefeld) [934 Seiten].
- „Steh auf und wandle!“ – Wunderheilungen und metaphysische Medizin an den Grenzen des Wissens. In G.-K. Kaltenbrunner (Hrsg.): Welträtsel. Ansichten vom Wunderbaren (S. 66–94). Herder-Initiative, Band 74. Freiburg: Herder-Verlag.
- Du kannst werden, der du bist. Wege zur Selbstverwirklichung. Herderbücherei Wegzeichen, Nr. 1375. Freiburg im Breisgau: Herder.
- Zum Problem der Validierung graphologischer Beurteilungen. Zeitschrift für Menschenkunde, 52, 138–156. Zweitveröffentlichung The Graphologist, 6, 1–12 (gekürzte englische Fassung).
- The problem of the validation of graphological judgements [Übers. Brenda James und Natalie Marby]. In N. Bradley (Hrsg.): Oxford 1987. The first British Symposium on Graphological Research (S. 146–167). Zweitveröffentlichung in B. Beyerstein & D. Beyerstein (Hrsg.) (1992), The Write Stuff. Evaluation of Graphology – the Study of Handwriting Analysis (S. 86–104). Buffalo, New York: Prometheus Books.
- [R] W. Hildebrandt (1987), Versuche gegen die Kälte. Schriften zur Literatur und Zeitgeistforschung. Kastell-Verlag. Zeitschrift für Menschenkunde, 52, 183–184.
- [V] H. Hochgräfe, Das Erziehungskonzept in der Humanistischen Psychologie A. H. Maslows. Pfaffenweiler: Centaurus.

1990
- Bielefelder Graphologische Bibliographie (BGB). Band I. Deutschsprachige Literatur. 2. (Titel)-Auflage. Bielefeld: Selbstverlag, Universität Bielefeld.
- [R] R. Brütsch (1989), Pädagogik und Graphologie. Universität Zürich, Dissertation. Zeitschrift für Menschenkunde, 54, 122–123.
- [R] R. Dollase (1985), Entwicklung und Erziehung. Angewandte Entwicklungspsychologie für Pädagogen. Stuttgart: Klett-Verlag. Zeitschrift für Menschenkunde, 54, 123–124.

1991
- Graphologische Methoden der Schriftbeschreibung. Zeitschrift für Menschenkunde, 55, 2–11(zum Artikel).
- Zum Tod von Frau Magdalene Heermann. Zeitschrift für Menschenkunde, 55, 118 – 120.

1992
- Erinnerungen an eine Examensfeier 1952 bei Müller-Enskat [Zur Geschichte der Graphologie.] Zeitschrift für Menschenkunde, 56, 119–120.
- [R] A. Pritz & G. Sonneck (Hrsg.) (1990), Medizin für Psychologen und nichtärztliche Psychotherapeuten. Berlin: Springer Verlag. Zeitschrift für Menschenkunde, 56, S. 64.

1993
- Frostig Integratives Therapieprogramm. Lesen und Lesestörungen. Band 1 (Hrsg.) Dortmund: Borgmann-Verlag Modernes Lernen [232 Seiten].
- Therapieziel Integration – das Frostig-Programm. In O. Lockowandt (Hrsg.): Frostig Integratives Therapieprogramm. Lesen und Lesestörungen (S. 10–50) Dortmund: Borgmann-Verlag Modernes Lernen.
- Rudolf Pophal. Neurologe, Graphologe, Wissenschaftler. Zeitschrift für Menschenkunde, 57, 202–206.
- Vorwort zur 4. Auflage des Lehrbuches „Graphologische Diagnostik“ von Müller-Enskat. [Vorabdruck]. Zeitschrift für Menschenkunde, 57, 195–197.

1994
- Frostig Integratives Therapieprogramm. Theorie und Praxis. Band 2. (Hrsg.) Dortmund: Borgmann-Verlag Modernes Lernen [274 Seiten].
- Das Frostig-Programm: Pädagogik oder Therapie? In O. Lockowandt (Hrsg.): Frostig Integratives Therapieprogramm. Theorie und Praxis (S. 222–243). Dortmund: Borgmann-Verlag Modernes Lernen.
- [V] I. Milz, Sprechen, Lesen, Schreiben. Heidelberg: Schindele.
- [R] P. Miller (1993), Theorien der Entwicklungspsychologie. Heidelberg: Spektrum. Zeitschrift für Menschenkunde, 58, S. 189.
- [R] H. Lück & R. Miller (Hrsg.) (1993), Illustrierte Geschichte der Psychologie. München: Quintessenz. Zeitschrift für Menschenkunde, 58, 126–127.

1995
- Stichwort: Graphologie. In G. Eberlein (Hrsg.): Kleines Lexikon der Parawissenschaften (S. 61–66). München: Beck.

1997
- Vor hundert Jahren … [Zum Geburtstag von Alice Enskat am 18. April 1897]. Zeitschrift für Menschenkunde, 61, S. 184.
- [R] R. Mitchell & H. Friedmann, Konzepte und Anwendungen des Sandspiels. München: Reinhardt-Verlag. Zeitschrift für Menschenkunde, 62, 248–249 und Zeitschrift für Kinder- und Jugendtherapie und Psychotherapie, 26, 221–222 [gekürzte Fassung].

1998
- Eidetik und Kinetik: über Pophals Denk- und Deutefiguren. Zeitschrift für Menschenkunde, 62, 66–79 (zum Artikel).
- Teut Wallner zum 75. Geburtstag. Zeitschrift für Menschenkunde, 62, 120–123.
- Handschrift, Persönlichkeit und Verlaufsgestalt: Robert Heiß und die Freiburger Schule der Graphologie. Zeitschrift für Menschenkunde, 62, 203–221.
- Zweck der Gründung der AwS [Arbeitsgemeinschaft für wissenschaftliche Schriftpsychologie] Zeitschrift für Menschenkunde, 62, 237–238.
- [R] Das erste Lehrbuch der Schriftpsychologie. T. Wallner, Lehrbuch der Schriftpsychologie. Grundlegung einer systematisierten Handschriftendiagnostik. Heidelberg: Asanger-Verlag. Zeitschrift für Menschenkunde, 62, 248–253.

2000
- Über die Zukunftsprojektion einer europäischen Schriftpsychologie. EGS Millenniums-Symposium 2000, Zeitschrift für Menschenkunde, 65, 2–32.